# Ignacy Józef III Younan
Ignacy Józef III (Efrem) Younan (syr. ܐܓܢܛܝܘܣ ܝܘܣܦ ܬܠܝܬܝܐ ܝܘܢܢ) (ur. 15 listopada 1944 w Al-Hasaka) – syryjski duchowny katolicki, patriarcha Antiochii od 2009.

## Życiorys
Święcenia kapłańskie otrzymał 12 września 1971. Przez kilkanaście lat pracował w bejruckich parafiach i wykładał w miejscowym seminarium. W 1986 r. został wysłany do USA w celu tworzenia struktur Kościoła syryjskiego w tym kraju. Otworzył misje w Newark, North Hollywood i San Diego.
6 listopada 1995 został mianowany pierwszym biskupem eparchii Matki Bożej Oswobodzicielki w Newark. Jest to diecezja personalna dla wiernych Kościoła obrządku syryjskiego mieszkających w USA. Sakry biskupiej udzielił mu arcybiskup Ignacy Antoni II Hayek.
20 stycznia 2009 sobór Kościoła syryjskiego wybrał go na patriarchę Antiochii. Dwa dni później papież Benedykt XVI zatwierdził ten wybór.